# Alexis Suárez
José Alejandro Suárez Martín (Las Palmas de Gran Canaria, 6 de marzo de 1974), conocido como Alexis Suárez, es un exfutbolista español que jugó principalmente como defensa central.

## Trayectoria
Formado en la cantera de la U. D. Las Palmas, debutó en el primer equipo en abril de 1992. Se mantuvo en el club amarillo las tres siguientes temporadas, hasta que en 1995 fue fichado por el C. D. Tenerife, club con el que jugó durante ocho temporadas, participando en la Copa de la UEFA y del que llegó a ser capitán.
En 2003 dejó el club tinerfeño y fichó por el Levante U. D., con quienes consiguió dos ascensos a Primera División en 2004 y 2006, sin embargo una temporada más tarde dejó de contar para Abel Resino y rescindió su contrato para fichar por el Real Valladolid. En octubre de 2008 dejó el club de Pucela, sin apenas haber jugado en un año y unos meses. Aunque en los siguientes meses estuvo entrenando en su ciudad natal con La U. D. Las Palmas, no pudo concretar su incorporación al club y acabó por dejar la práctica activa del fútbol.
En octubre de 2019 se incorporó al cuerpo técnico del C. D. Tenerife como ojeador de la cantera. Tras cuatro años el 6 de mayo de 2024 dejó el club tinerfeño para volver a su ciudad natal y realizar parecida labor en el departamento de captación de la U. D. Las Palmas.

## Clubes
| Club             | País   | Año       |
| ---------------- | ------ | --------- |
| U. D. Las Palmas | España | 1991-1995 |
| C. D. Tenerife   | España | 1995-2003 |
| Levante U. D.    | España | 2003-2007 |
| Real Valladolid  | España | 2007-2008 |